# Merea
Merea, de vegades anomenat Mereia pel conegut fenomen de l'aparició d'un element de reforç per tal de desfer el hiat de dues vocals (ea), és una caseria del terme municipal de Gavet de la Conca, dins de l'antic terme de Sant Salvador de Toló. De vegades també surt esmentada com a Morea i, per un error evident, és esmentat com a Merca a l'obra de Pascual Madoz Diccionario geográfico..., del 1845.
Està situat al sector sud-est del terme, a la part alta de la vall del riu de Conques, a l'obaga de la Serra de Comiols, entre l'Obaga Gran, a migdia, i l'Obaga de Sant Salvador. És a prop del límit municipal, i de la població de Gramenet, de Benavent de la Conca.

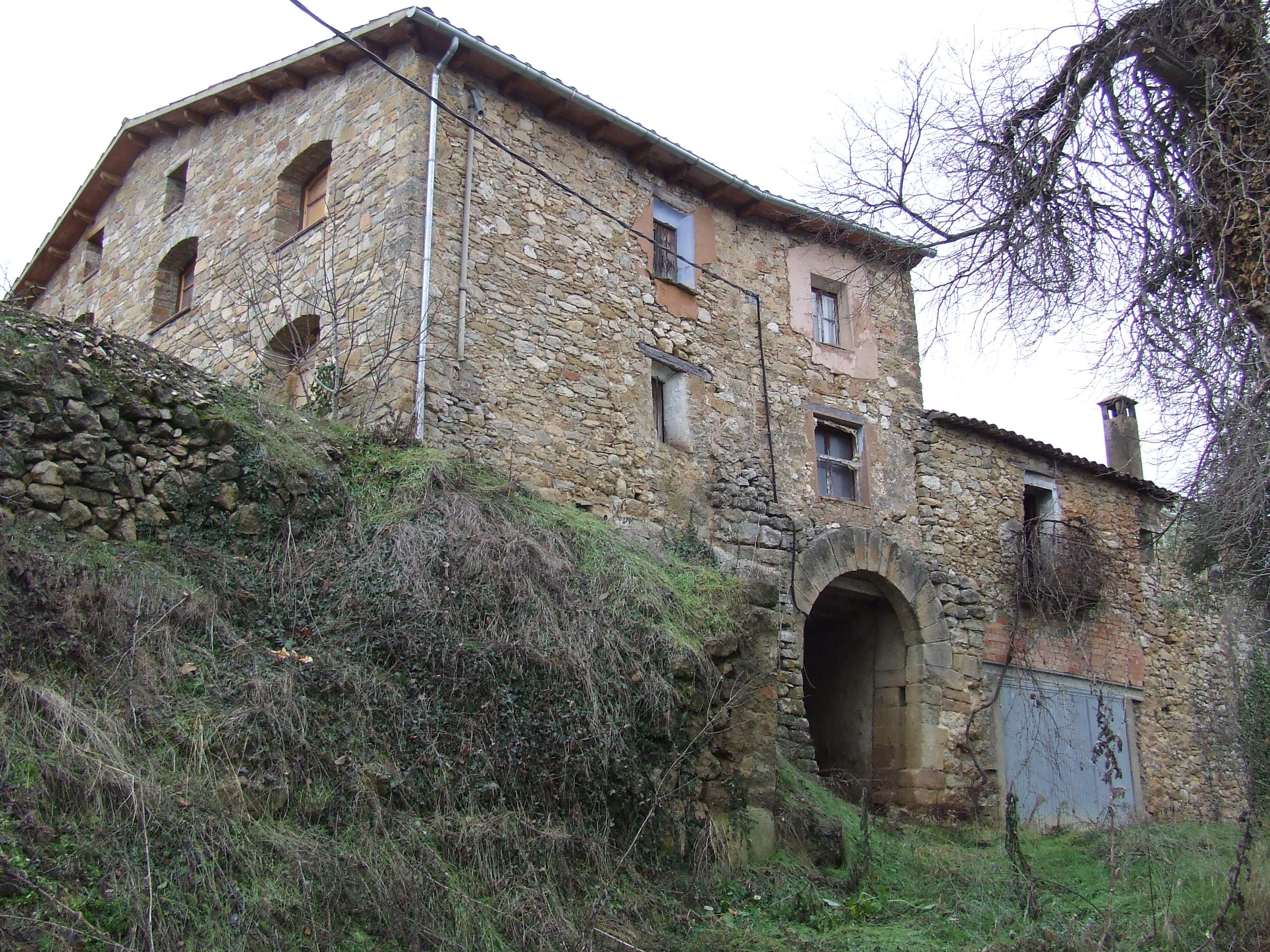
El portal d'accés al poble clos de Merea

És un poble clos, amb una estructura en forma d'ela: un únic carrer, que mena del portal conservat fins a l'església de Sant Jaume, on gira en angle recte. Les cases que tancaven el clos per llevant, i possiblement el segon portal del poble, han desaparegut.
El 1960 encara tenia 33 habitants, que havien quedat reduïts a 6 al cap de deu i a 3 després de vint anys. Actualment només hi resta una casa habitada permanentment tot i que una desena de cases es mantenen habitables temporalment.
Té església pròpia, dedicada a Sant Jaume, que té un portal adovellat.

## Bibliografia

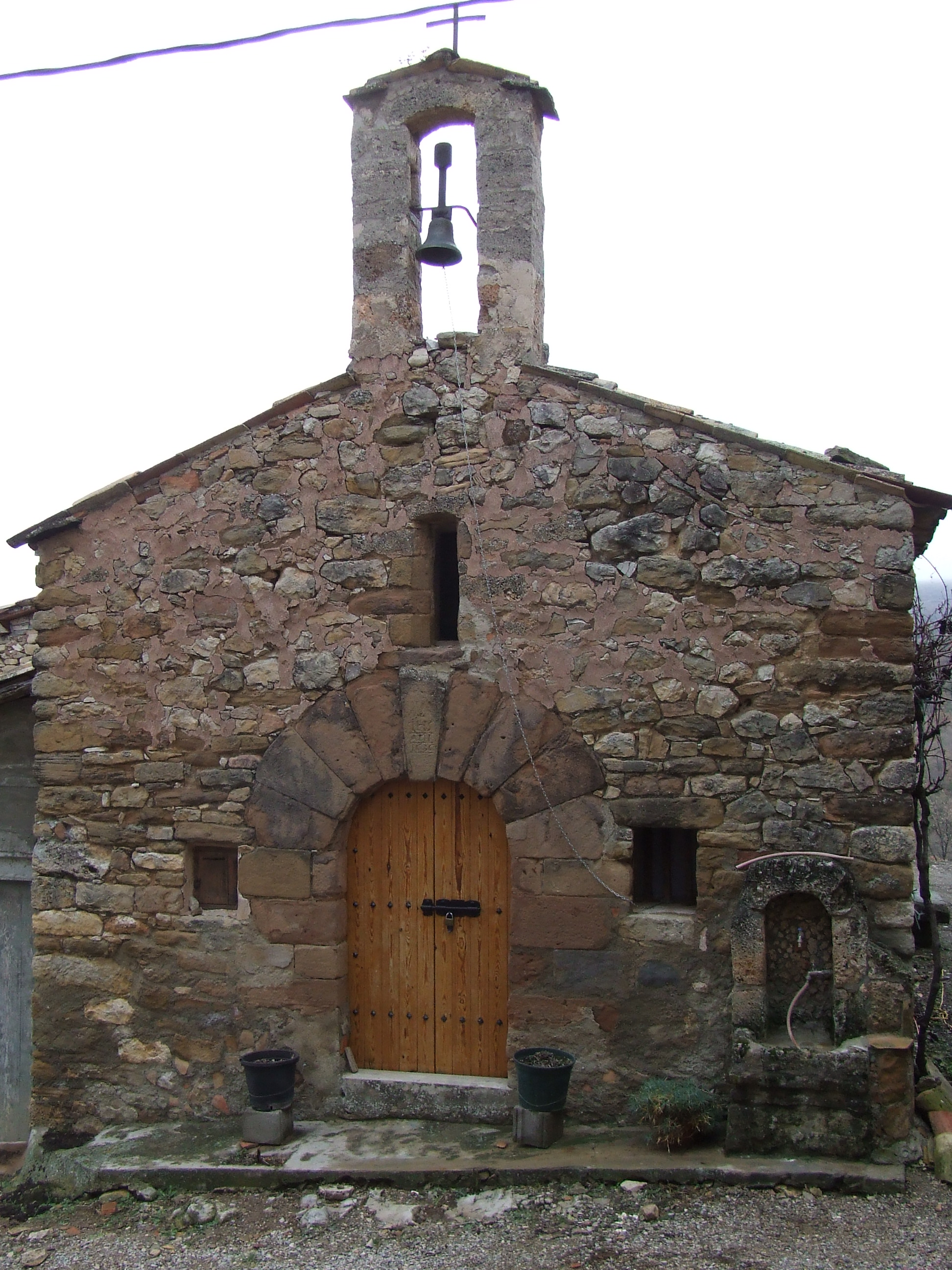
L'església de Sant Jaume